# Брок (Канада)
 Брок  (англ. Township of Brock) — містечко (423,31км²) в провінції провінції Онтаріо у Канаді в регіональному муніципалітеті Дюрем.  Містечко налічує 11 979 мешканців (2006).  Містечко — частина промислового району, прозваного Золотою підковою.